# 明戈
明戈（Migo，日语：ミゴー）是一种据传生存于巴布亚新几内亚新不列颠达卡塔瓦湖（Lake Dakataua）的神秘生物。

## 特征
- 栖息地：巴布亚新几内亚新不列颠达卡塔瓦湖。
- 体长（推测）：5-10米（另有说法为30—35英尺）。
- 外观：明戈有着鳄鱼般的身体、类似马的颈部、龟的四肢、锋利的牙齿以及灰色的皮肤。
- 性格非常凶猛。
- 约200年前当地居民便有目击。
- 在当地的巴布亚皮钦语中，明戈被称之为“Masarai”，在有月亮的夜晚更容易目击到。
- 目击多出现于湖的西北部。

## 目击
- 1972年，太平洋资源开发研究所（日语：太平洋資源開発研究所）所长白井祥平等人发布了明戈的报告。这份报告指出，布鲁姆里村（Bulumuri）一带流传着关于明戈的传说。
- 1994年，TBS电视台节目组「THE・プレゼンター ミゴーは実在した」（暂译：THE・主持人  明戈确实存在）团队成功拍摄到湖中的明戈。有观点认为这是一只湾鳄。英国古生物学家达伦·奈什（英语：Darren Naish）认为，影片中的“物体”疑似是由船只所拉动的。
- 2003年，早稻田大学勘察部出发调查。所知晓的信息是达卡塔瓦湖生活着一种5米以上的生物。经过9天的调查，在第七天，调查员拍摄到湖中神秘生物。这个生物的形象也在影片中呈现，有迹象表明这并非是一只湾鳄。
- 2008年9月，日本电视台的工作人员拍摄到一个浮在水面上的物体。然而，由于影像抖动剧烈，影像中的物体无法确定是明戈，也有可能是浮木。

## 理论
- 沧龙：一部日本纪录片曾推测，明戈可能是沧龙。但明戈的一些特征与沧龙不符，且没有证据表明有沧龙从白垩纪－第三纪灭绝事件中幸存。

- 古鲸：芝加哥大学生物学家罗伊·麦考尔（英语：Roy Mackal）认为明戈是某种幸存的古鲸，动物学与神秘动物学家卡尔·舒克（英语：Karl Shuker）亦赞同该说法。。[1]

- 恐鳄：Young＆Rosenblatt认为明戈可能是恐鳄，但新几内亚并没有出土过恐鳄的化石。

- 湾鳄：英国古生物学家达伦·奈什认为，明戈的真实身份是湾鳄。[2]